# Moskevská Helsinská skupina
Moskevská Helsinská skupina (rusky. Московская Хельсинкская группа, MHG) byla nejstarší lidskoprávní organizací v Sovětském svazu. Byla založena v roce 1976 za účelem monitorování dodržování Helsinských dohod ze strany Sovětského svazu a podávání zpráv Západu o tamním porušování lidských práv. Inspirovala vznik dalších podobných skupin na Ukrajině, v Litvě, Gruzii, Arménii, v zahraničí v Polsku, Československu (Charta 77) nebo v USA (U.S. Helsinki Commission, Helsinki Watch, později Human Rights Watch). Helsinské monitorovací skupiny inspirované Moskevskou Helsinskou skupinou nakonec vytvořily Mezinárodní helsinskou federaci pro lidská práva. Na počátku 80. let musela Moskevská Helsinská skupina svou činnost ukončit, když byli téměř všichni zakládající členové uvězněni. V roce 1989 byla obnovena a působila do 25. ledna 2023, kdy ji definitivně zakázal Putinův režim.

## Historie

### Založení
1. srpna 1975 se Sovětský svaz stal jedním z 35 států, které podepsaly Helsinské dohody během Konference o bezpečnosti a spolupráci v Evropě v Helsinkách. Sovětská vláda považovala tento dokument za velké zahraničněpolitické vítězství a zveřejnila jej v plném znění v deníku komunistické strany "Pravda". Tento krok se ukázal jako rozhodující pro věc lidských práv v Sovětském svazu. Dohody obsahovaly i tzv. "třetí koš", který zavazoval signatáře k "dodržování lidských práv a základních svobod, včetně svobody myšlení, svědomí, náboženského vyznání nebo přesvědčení". Signatáři rovněž potvrdili "právo jednotlivce znát svá práva a povinnosti v této oblasti a jednat podle nich". Leonid Brežněv podepsal helsinské dohody zejména kvůli potvrzení poválečných hranic v Evropě a zprvu nedocenil závazky obsažené v tzv. "třetím koši". Od počátku roku 1977 z nich však americký prezident Jimmy Carter učinil ústřední téma vztahů se Sovětským svazem a jeho satelity.
Založit "Veřejnou skupinu na podporu plnění Helsinských dohod v SSSR" byl nápad fyzika Jurije Orlova, který vycházel z předchozích jeden a půl desetiletí starých zkušeností s disentem. Využíl přitom mezinárodní publicity Helsinských dohod a kontaktů na západní novináře a dne 12. května 1976 na tiskové konferenci v bytě Andreje Sacharova oznámil vytvoření Moskevské Helsinské skupiny. Téměř od okamžiku oznámení vzniku Moskevské Helsinské skupiny ji Výbor státní bezpečnosti SSSR obviňoval z protisovětské, protispolečenské a nepřátelské činnosti, shromažďování a předávání pomlouvačných materiálů na Západ, způsobování vážných politických škod sovětskému státu, pobuřující a provokační činnosti.Jurij Orlov byl již 15. května 1976 zatčen na ulici a vyslýchán KGB a TASS vydal zprávu s titulkem "Varování před provokatérem" a obvinil ho z pokusu narušit uvolnění mezinárodního napětí mezi Sovětským svazem a ostatními účastníky helsinských dohod. Na přelomu let 1976-1977 byly provedeny domovní prohlídky u všech členů skupiny.
Zakládajícími členy skupiny byli kromě předsedy Jurije Orlova další známí ruští disidenti: Anatolij Ščaranskij, Ljudmila Alexejevová, Alexandr Korčak, Malva Landa, Vitalij Rubin, Jelena Bonnerová (druhá předsedkyně po uvěznění Orlova), Alexander Ginzburg, Anatolij Marčenko, Petro Hryhorenko a Michail Bernštam. Později se ke skupině připojilo dalších deset lidí, včetně Sofie Kalistratovové, Nauma Meimana, Jurije Mňuchova, Viktora Nekipelova, Taťány Osipovové, Felixe Serebrova, Vladimira Slepaka, Leonarda Ternovského a Jurije Jarym-Agajeva. Složení Moskevské Helsinské skupiny bylo záměrným pokusem o spojení různorodých předních disidentů a fungovalo jako most mezi aktivisty za lidská práva, těmi, kteří se zaměřovali na práva odmítnutých žadatelů o emigraci (refusenik) a národnostních menšin nebo na náboženské a ekonomické otázky, a také mezi dělníky a intelektuály.

### Činnost
Na skupinu se obraceli sovětští občané a předávali jejím členům písemné stížnosti nebo v mnoha případech osobně vyhledali člena skupiny v Moskvě aby nahlásili případ zneužívání. Členové Helsinské skupiny také cestovali po celém Sovětském svazu, aby prováděli výzkum dodržování helsinského závěrečného aktu. Po prověření stížnosti (pokud to bylo možné) vydávala skupina zprávy, které obsahovaly popis konkrétního případu, doplněný o citace lidských práv relevantních z hlediska Helsinek a dalších mezinárodních dohod i sovětské ústavy a zákonů. Její první akcí (20. května 1976) byla obrana protiprávně odsouzeného Mustafy Džemileva.
Helsinská skupina pak vedla mezinárodní kampaň tím, že předávala zprávy o porušování práv ke zveřejnění v zahraničí a vyzývala ostatní signatářské státy k zásahu. Strategie MHG spočívala ve vytvoření třiceti pěti kopií každého dokumentu a jejich zaslání doporučenou poštou na třicet čtyři moskevských velvyslanectví přidružených ke KBSE a přímo Leonidu Brežněvovi. Západní novináři akreditovaní v Moskvě (zejména ze Svobodné Evropy a Radia Svoboda) tuto informaci šířili v médiích. KBSE všechny dokumenty překládala a předávala je ostatním státům KBSE a zainteresovaným skupinám. Stížnosti skupiny měly být rovněž předány k posouzení na mezinárodních setkáních navazujících na Helsinky, včetně setkání v Bělehradě v roce 1977 a setkání v Madridu v roce 1980. Kromě toho se dokumenty a výzvy šířily prostřednictvím samizdatu. Mnoho dokumentů, které se dostaly na Západ, bylo znovu publikováno v periodikách, jako jsou Cahiers du Samizdat a Samizdat Bulletin.
V roce 1975 měl režim pocit, že problém disentu je pod kontrolou, ale v roce 1977 začal vnímat reálné nebezpečí ze strany hnutí za lidská práva a snižující se výnosy z rozpadajícího se détente. Diskuse politbyra o jednotlivých případech a "protisovětské činnosti" obecně osvětlují ústřední význam této otázky pro bezpečnost samotného sovětského státu a zásahy proti Helsinským skupinám a celému spektru disentu, počet zatčení a přísnost trestů se výrazně zvýšily v roce 1979 a neustále rostly, aby v roce 1983 dosáhly svého vrcholu.
Za šest let své existence v Sovětském svazu vypracovala Moskevská Helsinská skupina celkem 195 zpráv, které se zabývaly tématy jako: národní sebeurčení, právo na volbu bydliště, emigrace a právo na návrat, svoboda přesvědčení, právo na sledování lidských práv, právo na spravedlivý proces, práva politických vězňů a zneužívání psychiatrie. Podávala návrhy státní Dumě na legislativní úpravy, návrhy amnestovat některé vězně nebo bránila novináře. V období od 12. května 1976 do 6. září 1982, kdy poslední tři členové, kteří ještě nebyli uvězněni, oznámili, že skupina ukončí svou činnost, sestavila skupina také řadu výzev signatářským státům, odborům ve Spojených státech, Kanadě, Evropě a světové veřejnosti. 

### Pracovní komise pro vyšetřování zneužívání psychiatrie k politickým účelům
Komise byla založena 5. ledna 1977 z iniciativy Alexandra Podrabinka. Skládala se z několika členů, jejichž jména byla zveřejněna (Feliks Serebrov, 30letý programátor Vjačeslav Bachmin, Irinoa Kuplun) a několika anonymních členů, včetně psychiatrů, kteří s velkým nebezpečím pro sebe prováděli vlastní nezávislá vyšetření případů údajného psychiatrického zneužívání. Vedoucím komise byl Alexandr Podrabinek, který vydal knihu Trestná medicína, obsahující "bílý seznam" dvou set vězňů svědomí v sovětských psychiatrických léčebnách a "černý seznam" více než stovky zdravotnických pracovníků a lékařů, kteří se podíleli na zavírání lidí do psychiatrických zařízení z politických důvodů. Psychiatrickými konzultanty komise byli lékaři Alexandr Vološanovič a Anatolij Korjagin.

### Iniciativní skupina pro práva osob se zdravotním postižením (IGZPI)
V roce 1978 invalidní umělec Jurij Kiseljov , Valerij Fefelov a Fayzulla Chusainov vytvořili Iniciativní skupinu pro ochranu práv zdravotně postižených (IGZPI) při MHG. Skupina prostřednictvím korespondence prováděla průzkum mezi osobami se zdravotním postižením v celém SSSR, vydávala informační bulletin "V SSSR nejsou postižení" a protože na její výzvy sovětská moc nereagovala, žádala o pomoc hlavy států a mezinárodní organizace. Všichni členové skupiny byli vystaveni politické perzekuci a v roce 1983 byli nuceni ukončit společnou práci kvůli zatčení Jeleny Sannikovové, která byla hlavní redaktorkou bulletinu.

### Pronásledování
Členům Moskevské Helsinské skupiny KGB vyhrožovala, věznila je, vyháněla nebo nutila k emigraci. První zatýkání členů Moskevské Helsinské skupiny provedly sovětské orgány na počátku roku 1977 po záhadných a neobjasněných teroristických útocích v Moskvě 8. ledna. Známý agent KGB žijící na Západě, novinář Victor Louis (Vitalij Jevgeněvič Lui) bez jakéhokoli důkazu už 10. ledna v novinách London Evening News spojil s útokem disidenty. Moskevská a ukrajinská Helsinská skupina a ruská sekce Amnesty International vydaly společné prohlášení, v němž popřely jakoukoli účast na útoku a zdůraznily, že se drží zásady nenásilného protestu. Skupina se zastala i tří obviněných arménských "separatistů", kteří byli podle bývalého plukovníka KGB Olega Gordievského, který jako dvojitý agent spolupracoval s britskou MI6, nakonec vybráni jako obětní beránci, odsouzeni a zastřeleni. Arménský disident Sergej Grigorjanc v roce 2016 prohlásil, že za bombové útoky byli zodpovědní šéf KGB Jurij Andropov a Filipp Bobkov.
Během následujícího roku byla řada členů odsouzena do pracovních vězeňských táborů, uvězněna v psychiatrických léčebnách a poslána do vnitřního vyhnanství v rámci SSSR.
- Jurij Orlov - 18. května 1978 odsouzen k sedmi letům v táborech s přísným režimem a následně k pěti letům vnitřního vyhnanství za "protisovětskou agitaci a propagandu" (článek 70 trestního zákoníku RSFSR)
- Vladimír Slepak - 21. června 1978 odsouzen k pěti letům vnitřního vyhnanství za "zlovolné chuligánství" (článek 206)
- Anatolij Ščaranskij - 14. července 1978 odsouzen ke třem letům vězení a deseti letům v táborech s přísným režimem za "protisovětskou agitaci a propagandu" (článek 70) a "vlastizradu" (článek 64-a). V říjnu 1981 byl odsouzen k návratu do vězení na další tři roky
- Malva Landa - 26. března 1980 odsouzena k pěti letům vnitřního vyhnanství za "protisovětské výmysly" (článek 190-1)
- Viktor Nekipelov - 13. června 1980 odsouzen k sedmi letům pracovního tábora a pěti letům vnitřního vyhnanství za "protisovětskou agitaci a propagandu" (článek 70)
- Leonard Ternovskij (rovněž člen psychiatrické pracovní skupiny) - 30. prosince 1980 odsouzen ke třem letům v táborech s běžným režimem za "protisovětské výmysly" (článek 190-1)
- Feliks Serebrov (rovněž člen psychiatrické pracovní skupiny) - odsouzen v roce 1977 k jednomu roku v táborech, a znovu 21. července 1981 odsouzen ke čtyřem letům v táborech s přísným režimem a pěti letům vyhnanství za "protisovětskou agitaci a propagandu" (článek 70)
- Taťána Osipovová - 2. dubna 1981 odsouzena k pěti letům v táborech s běžným režimem a pěti letům vnitřního vyhnanství za "protisovětskou agitaci a propagandu" (článek 70)
- Anatolij Marčenko - 4. září 1981 odsouzen k deseti letům v táborech zvláštního režimu a pěti letům vnitřního vyhnanství za "protisovětskou agitaci a propagandu" (článek 70)
- Ivan Kovaljov - 2. dubna 1982 odsouzen k pěti letům táborů s přísným režimem plus pěti letům vnitřního vyhnanství za "protisovětskou agitaci a propagandu" (článek 70)

Sovětské úřady vybízely další aktivisty k emigraci. Ljudmila Alexejevová opustila Sovětský svaz v únoru 1977. Emigrovali zakládající členové Moskevské Helsinské skupiny - Michail Bernštam, Alexandr Korčak a Vitalij Rubin. Petro Hryhorenko byl v listopadu 1977 zbaven sovětského občanství, když se chtěl léčit v zahraničí. Na konci roku 1981 zůstali na svobodě pouze Jelena Bonnerová, Sofie Kalistratovová a Naum Meiman. Rozpuštění Moskevské Helsinské skupiny oficiálně oznámila Jelena Bonnerová 8. září 1982. Podle Sergeje Grigorjance byla důvodem rozpuštění Helsinské skupiny nejen přímá hrozba zatčení 75leté Sofie Kalistratovové, proti níž již byly podniknuty právní kroky, ale také podezření, že se Helsinská skupina stala kanálem pro emigraci těch, kteří chtěli odejít do zahraničí, a v některých případech zřejmě i pro pronikání agentů KGB, kteří se mezi disidenty infiltrovali, do zahraničí.

### Obnovení činnosti
Moskevská Helsinská skupina byla obnovena v červenci 1989 v době Gorbačovovy perestrojky. Jejími členy se stali lidskoprávní aktivisté Vjačeslav Bachmin, Larisa Bogorazová, Sergej Kovaljov, Alexej Smirnov, Lev Timofejev, Boris Zolotuchin, Jurij Orlov, Ljudmila Alexejevová, Henri Reznik, Lev Ponomarjov a Alexej Simonov. Na přelomu 80. a 90. let již v Rusku působily další nevládní organizace s podobným zaměřením - Memorial, For Human Rights, the Glasnost Defence Foundation. Kromě obrany lidských práv a svobody se zaměřily i na sledování Ruskem vyvolaných válečných konfliktů v Čečensku, Gruzii a jinde.
Předsedkyní obnovené Moskevské Helsinské skupiny byla Larisa Bogorazová, v roce 1994 ji následoval Kronid Lubarskij. V květnu 1996 se do jejího čela postavila Ljudmila Alexejevová, která se v roce 1993 vrátila z emigrace a skupinu vedla až do své smrti v roce 2018. V listopadu 1998 byla také zvolena předsedkyní Mezinárodní helsinské federace pro lidská práva. V roce 1996 podepsal prezident Boris Jelcin dekret, kterým oficiálně uznal přínos Moskevské Helsinské skupiny v kampani na podporu dodržování lidských práv v Rusku.
Od roku 2009 udělovala Moskevská Helsinská skupina každoročně ceny významným osobnostem, které se zasloužily o ochranu lidských práv. Od roku 2016 byl ceremoniál udílení cen vždy 12. května, na výročí založení této organizace. Mezi oceněnými byli např. Oyub Titiev (laureát ceny Václava Havla za rok 2018, Natalya Estemirova, Oleg Orlov, Ludmila Ulitskaya, Jurij Ševčuk, Elena Kostušenko (Sacharovova cena 2015), Adam Michnik, George Soros, Karel Schwarzenberg, ad.
V roce 2017, kdy Alexejevová oslavila 90. narozeniny, ji v jejím bytě navštívil ruský prezident Vladimir Putin, aby jí poblahopřál. Putin jí a MHG tehdy vyjádřil "vděčnost" za "významný přínos k posílení demokratických institucí a občanské společnosti" v Rusku. Radikální lidskoprávní aktivista Sergej Grigorjanc, zakladatel časopisu Glasnosť působení Moskevské Helsinské skupiny kritizoval za pokusy o dialog s mocí a označoval ji za elitní klub orientovaný na inteligenci, na kterou za předsednictví Kronida Lubarského všichni zapomněli. Když se stala předsedkyní Ljudmila Alexejevová byla podle něj Helsinská skupina "nejservilnější a nejprovládnější" z nevládních organizací, které v Rusku tehdy existovaly.

### 2010- ukončení činnosti 2023
Během protivládních protestů v Bělorusku v souvislosti s prezidentskými volbami v roce 2020, které byly všeobecně považovány za zmanipulované, pomáhala MHG běloruským občanům, kteří uprchli ze země a přišli do Ruska, aby se vyhnuli vydání. Od února 2022, kdy Rusko zahájilo pokračující nevyprovokovanou invazi na Ukrajinu, poskytovala MHG ukrajinským občanům v Rusku pomoc, aby se vyhnuli možnému pronásledování.
Po nástupu Putina k moci byl vydán účelový Zákon o zahraničních agentech namířený proti nevládním organizacím přijímajícím finanční podporu ze zahraničí. V případě MHG přicházela finanční podpora ze zahraničí od následujících organizací: Evropská komise; John D. and Catherine T. MacArthur Foundation (USA); National Endowment for Democracy (USA); the Open Society Foundations (“ Soros Foundation ”); US Agency for International Development. V roce 2012 se proto Moskevská helsinská skupina vzdala zahraničního financování a vazeb a pokračovala v obhajobě proti tomu, aby byla označena za "zahraničního agenta". Grantová podpora ze státních fondů Ruska fungovala 2007 až do roku 2017, ale dary občanů se postupně zmenšovaly.
Od roku 2021 byli spolupředsedy MHG dva účastníci disidentského hnutí ze sovětské éry - Vjačeslav Bachmin (politický vězeň v letech 1980-1984) a Valerij Borščev (bývalý poslanec Dumy za opoziční stranu Jabloko). Hlavními projekty skupiny byly výroční zprávy o stavu lidských práv v Rusku, monitorování činnosti policie a vzdělávací programy. V září 2021 vydala MHG prohlášení, v němž odsoudila netransparentnost elektronického hlasování použitého v předchozích volbách do Dumy a vyzvala ruskou volební radu, aby zrušila výsledky elektronického hlasování.
Ruské ministerstvo spravedlnosti podalo 20. prosince 2022 soudní příkaz k rozpuštění organizace a tvrdilo, že vlastní stanovy organizace nesplňují požadavky zákona a také zakazují hájit lidská práva mimo Moskvu. Jeden z předsedů Borščev označil soudní příkaz k rozpuštění za "vážnou ránu hnutí za lidská práva nejen v Rusku, ale i ve světě". 25. ledna 2023 moskevský městský soud rozhodl, že Moskevská Helsinská skupina musí být rozpuštěna a odůvodnil to aktivitami skupiny mimo její region, Moskvu.